# Nemapogon teberdellus
Nemapogon teberdellus is een vlinder uit de familie echte motten (Tineidae). De wetenschappelijke naam is voor het eerst geldig gepubliceerd in 1963 door Zagulajev.
De soort komt voor in Europa.